# Jaspur Vang
Jaspur Vang (1960. március 24.) feröeri rendőr és politikus, a Sambandsflokkurin tagja.

## Pályafutása
1986-ban szerzett rendőri képesítést. Suðuroy szigetén dolgozik rendőrként.
2004-ben Tvøroyri község tanácsának tagjává választották, majd 2008-ban újraválasztották. 2008-ban lett a  Løgting tagja Johan Dahl helyett, ahol az ellenőrző bizottságot vezeti.

## Magánélete
Szülei  Pauli (Palli) és Svenny Vang. Feleségével, Sólfríð Vanggal és két gyermekükkel együtt Tvøroyriban él.

## Fordítás
- Ez a szócikk részben vagy egészben a Jaspur Vang című norvég Wikipédia-szócikk ezen változatának fordításán alapul.  Az eredeti cikk szerkesztőit annak laptörténete sorolja fel. Ez a jelzés csupán a megfogalmazás eredetét és a szerzői jogokat jelzi, nem szolgál a cikkben szereplő információk forrásmegjelöléseként.

## Külső hivatkozások
- Profil Archiválva 2011. augusztus 9-i dátummal a Wayback Machine-ben, Løgting (feröeri)